# Nowe Sygnały
Nowe Sygnały – czasopismo literackie wydawane w latach 1956–1957 we Wrocławiu, tygodnik środowiska kulturalnego.
W czasopiśmie publikowane były wywiady (np. w numerze pierwszym z Karolem Kurylukiem), programowe artykuły (takie jak Zmierzch stalinizmu), teksty pisarzy emigracyjnych, odważne teksty (m.in. felieton Bóg i Ojczyzna, czy artykuły o tym, żeby wojsko radzieckie z Polski wycofać). Strona felietonów polemicznych nosiła tytuł ,,Poufne", co było aluzją do żargonu partyjnego, strona była żywa i odważna.
Pismo przestało funkcjonować w 1957 roku, głównie ze względu na zbyt dużą niezależność czasopisma. Ukazało się 63 numery tygodnika. Na jego miejscu w roku 1958 powstała „Odra”.

## Redakcja
- redaktor naczelny: Tadeusz Lutogniewski
- sekretarz redakcji: Zbigniew Kubikowski
- poezja i proza:Tymoteusz Karpowicz
- krytyka literacka: Stanisław Pietraszko
- felietony polemiczne: Czesław Hernas

Pozostali redagujący byli w przewadze młodymi polonistami, z wyjątkiem wykładowcy Tadeusza Mikulskiego.